# Anima (album)
 For alternative betydninger, se Anima. (Se også artikler, som begynder med Anima)
Anima er titlen på et musikalbum udgivet af Kenneth Knudsen i 1979. Albummet er i sin fulde længde kun udgivet som LP. Fire numre findes på CD-opsamlingsalbummet ”Compacked” fra 1989. Det drejer sig om "Anima", "Strip Tease", Quo Vadis" og "Week-end Dear".
Nummeret "Strip Tease" fik en pæn opmærksomhed, ikke mindst fordi nummeret blev brugt som jingle til et tv-program på DR og var med i Flemming Flindts ballet af samme navn.
"Uden titel" er fra Living Movements ballet "Komposition i blåt".
"Quo Vadis" er en del af musikken til Jørgen Bjerregaards diasserie om Christianshavn.
"Cream" fra "Milk and Cream" er komponeret af Palle Mikkelborg. Øvrige titler er komponeret af Kenneth Knudsen.

## Spor

### Side 1
1. "Onde Åge"
2. "Uden titel"
3. "Anima"

### Side 2
1. "Strip Tease"
2. "Quo Vadis"
3. "Trapped"
4. "Milk and Cream"
5. "Week-end Dear"

## Musikere
- Kenneth Knudsen: Keyboards
- Kasper Winding: Trommer, percussion, bas, guitar